# Hagalund, Esbo
Hagalund (finska: Tapiola) är en stadsdel i Esbo stad i Helsingforsregionen och hör administrativt till Stor-Hagalund storområde. 
Hagalund tillkom på initiativ av Heikki von Hertzen och byggdes på 1950- och 1960-talen av Bostadsstiftelsen som en modell för kommande förortsbyggande i Finland i formen av en modern trädgårdsstad.
Av Esbo stads fem huvudcentra är Hagalund stadens kulturcentrum med bland annat Kulturhuset, Stadsmuseet i den ombyggda WeeGee-byggnaden, med mera. Hagalund har fått sitt svenska namn efter Hagalund gård (riven) på vars mark stadsdelen har byggts.  
Det finska namnet Tapiola har konstruerats från skogsguden Tapios namn i finsk Kalevala-mytologi. Namnet röstades fram av allmänheten i en namntävling som ordnades 1953. Att den gröna stadsdelen skulle döpas efter en skogsgud blev populärt bland allmänheten.
Hagalund har blivit känt bland arkitekter runt om i världen för kombinationen trädgårdsstad och förort. Hagalund har inga efterföljare i Helsingforsregionen. Den valda modellen med parker var dyr, medan 1960-talets efterfrågan på bostäder gjorde att man kunde bygga nästan var som helst så billigt som möjligt, vilket resulterat i "skogsförorter".[källa behövs] Björnviken, med en småbåtshamn, ligger i södra Hagalund. Solhöjden (finska Suvikumpu) är ett delområde i Hagalund med bostadshus ritade av Reima och Raili Pietilä.

## Service
Hagalund var länge ett viktigt kommersiellt centrum utanför Helsingfors stadskärna ända tills de enorma shoppingcentren Iso Omena och Sello färdigställdes i början av 2000-talet, båda på ett relativt kort avstånd från Hagalund. Finlands första köpcentrum, Heikintori, öppnade år 1968 i Hagalund. Dessutom finns bland annat varuhusen Stockmann och Sokos, sportaffärer, banker, två bokhandlar och modeaffärer i Hagalunds centrum. 
Bland den offentliga servicen finns ett bibliotek, FPA-byrå, arbetskraftsbyrå, Esbo magistrat och Esbo skattebyrå. 
Hagalund är också ett viktigt sportcentrum, med Hagalunds idrottspark som består av Espoo Metro Areena (ishockey), Esport Center (tennis) och Esport Arena (fotboll, innebandy). Utöver dessa finns flera andra sportanläggningar i Hagalund.
Hagalund är ett viktigt kulturcentrum i Esbo stad. Kulturhuset ligger i Hagalund, likaså Esbo stadsteater. År 2006 stärktes Hagalunds roll som kulturcentrum då renoveringen av WeeGee-huset blev klar. WeeGee omfattar fem museer, bland dem det moderna konstmuseet EMMA (Espoo Museum of Modern Art). Också annan kulturaktivitet hittas i byggnaden, bland annat en konstskola och ett musikinstitut.
En metrostation öppnade i Hagalund 2017. Som en del av utvecklingen som lades igång av metrobygget, byggdes också en underjordisk parkeringshall Tapiola Park, med över 2000 parkeringsplatser i fem våningar. Tapiola Park är Finlands största underjordiska parkeringskomplex.

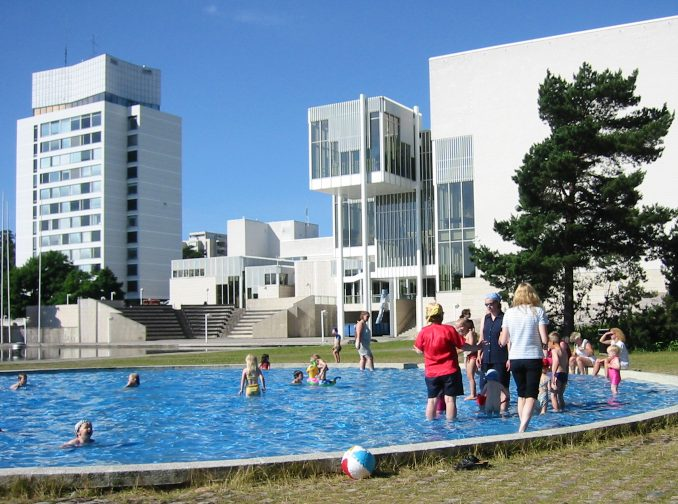
Hagalund på sommaren 2001
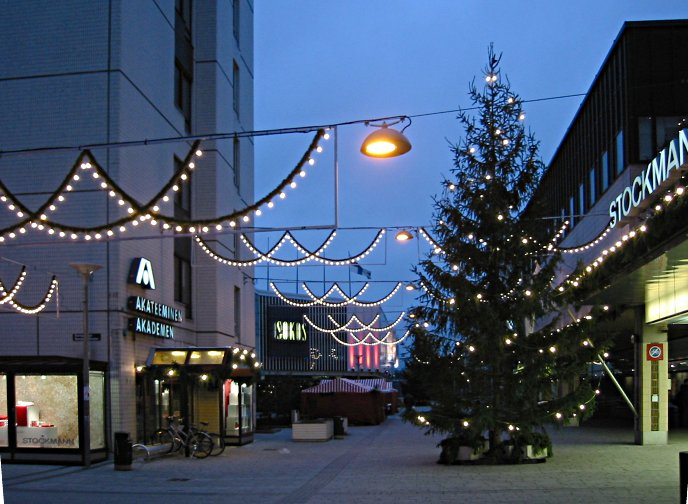
Hagalunds centrum på kvällen
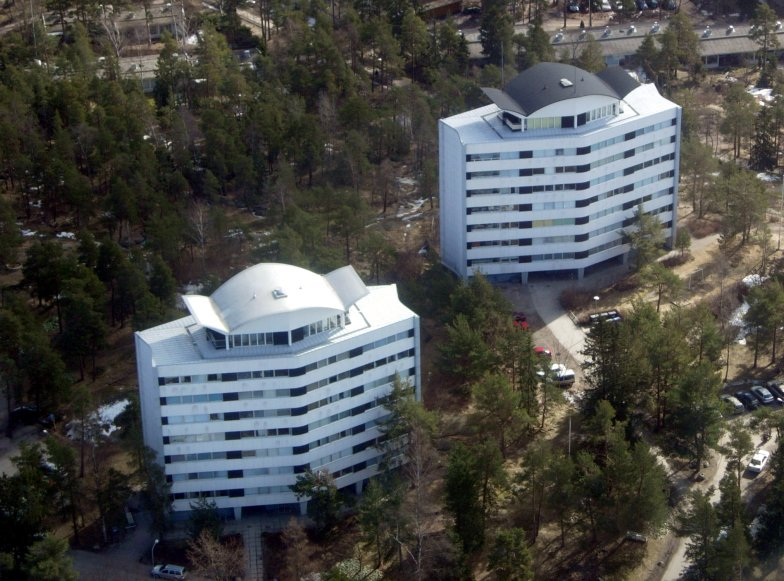
"Plunthusen" av arkitekt Viljo Revell
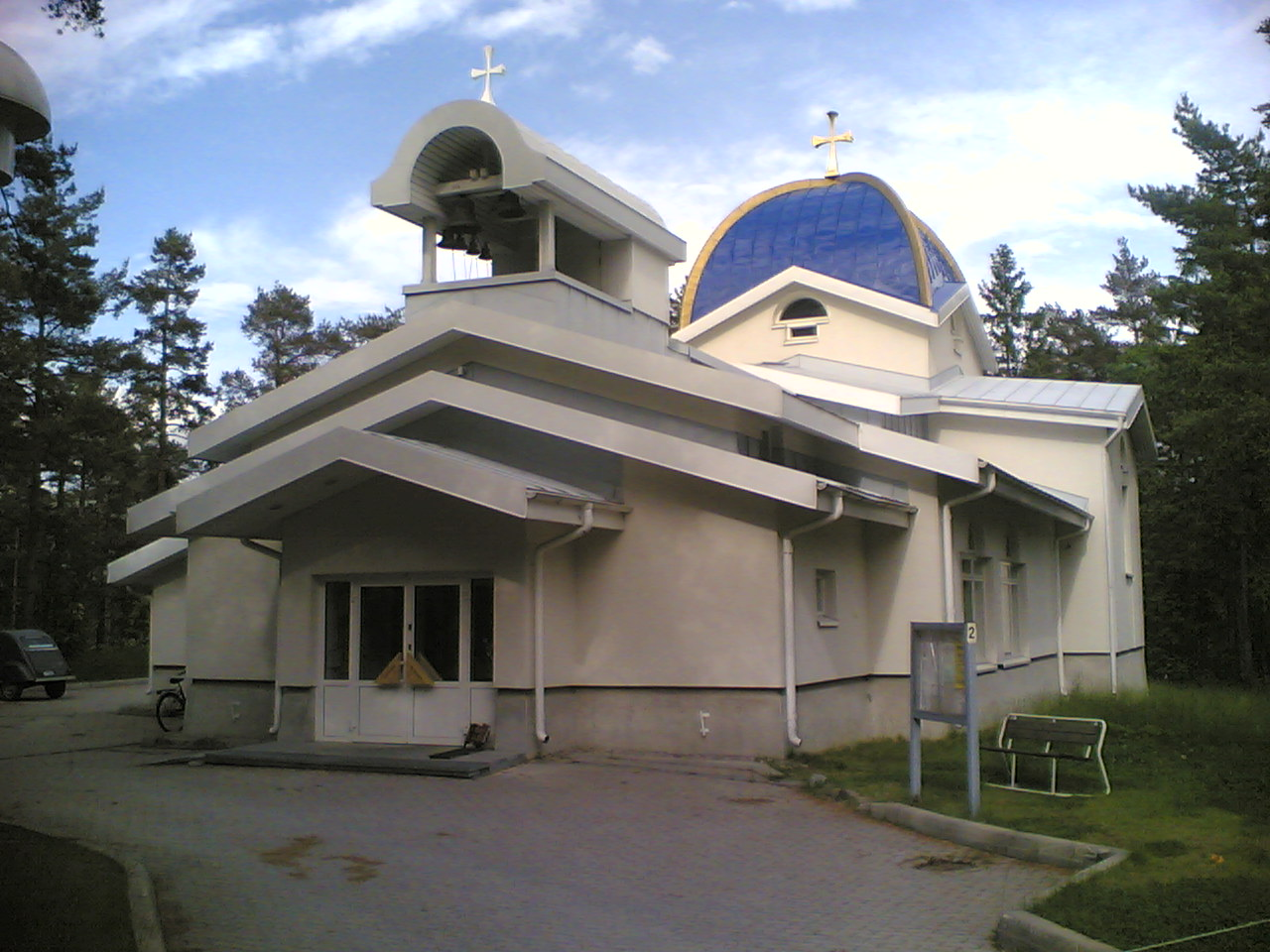
Hagalunds ortodoxa kyrka